# Wąwóz Saklıkent

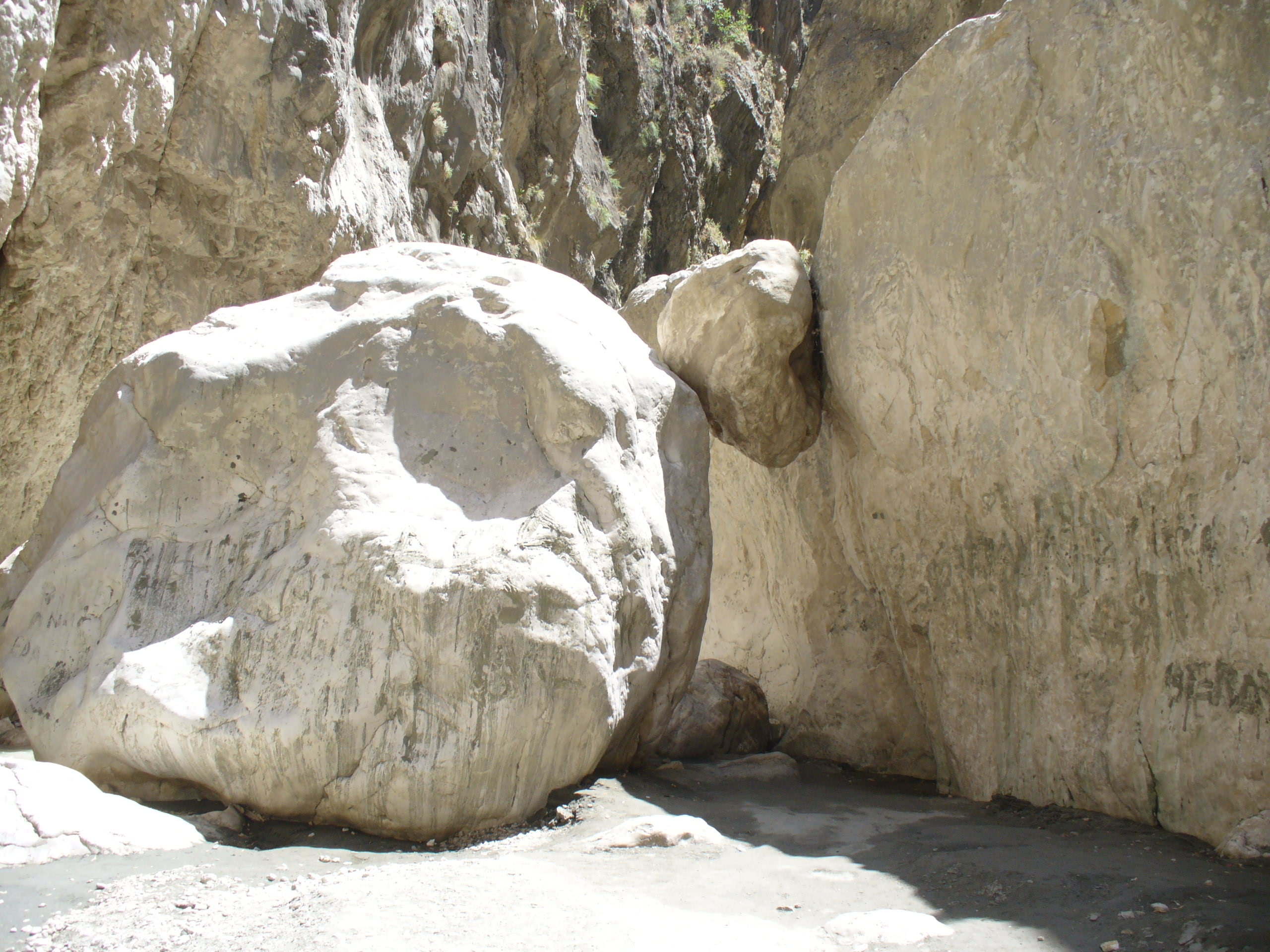
skała w wąwozie

Wąwóz Saklıkent – wąwóz położony w Turcji, w górach Taurus. Został wydrążony przez rzekę Ešen. Ma wysokość około 300 metrów i jest długi na 18 kilometrów. Cały wąwóz po raz pierwszy przeszła ekipa wyposażona w specjalistyczny sprzęt w 1993 roku.